# Neufundlandbank-Tsunami 1929

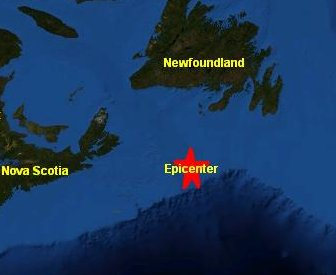
Epizentrum des Grand Banks Erdbebens von 1929

Am 18. November 1929 gegen 17 Uhr erschütterte ein Erdbeben der Stärke 7,2 die Neufundlandbank vor Neufundland, Kanada. Das Erdbeben verursachte keine größeren Schäden, da das Epizentrum ca. 250 km südlich im Meer lag. Das Beben löste aber einen Tsunami aus. Insgesamt drei Wellen trafen die Burin-Halbinsel und töteten 28 Menschen und machten 10.000 obdachlos.
Als Ursache für den Tsunami konnte ein Unterwasserrutsch ermittelt werden, der etwa ein Dutzend Unterseekabel zerstörte. Die zeitliche Abfolge der Ausfälle und die ungefähr bekannte Lage der Kabel erlaubte, Ausmaß und Richtung der Rutschung zu rekonstruieren. Dadurch wurde erkannt, dass die Massenbewegung ungewöhnlich weit und schnell geflossen ist. Als Grund dafür wird vermutet, dass es sich um einen Trübestrom (Turbidit) aus sehr wasserreichen Sedimenten gehandelt habe.